# Пирипа
Пирипа (порт. Piripá)  —  муниципалитет в Бразилии, входит в штат Баия. Составная часть мезорегиона Юго-центральная часть штата Баия. Входит в экономико-статистический микрорегион Брумаду. Население составляет 20 294 человека на 2006 год. Занимает площадь 651,302 км². Плотность населения — 31,2 чел./км².

## История
Город основан 30 июля 1962 года.

## Статистика
- Валовой внутренний продукт на 2003 год составляет 27 375 608,00 реалов (данные: Бразильский институт географии и статистики).
- Валовой внутренний продукт на душу населения на 2003 год составляет 1489,42 реалов (данные: Бразильский институт географии и статистики).
- Индекс развития человеческого потенциала на 2000 год составляет 0,635 (данные: Программа развития ООН).

## География
Климат местности: полупустыня.